# Nimy
Nimy är en ort i Belgien. Den ligger i provinsen Hainaut och regionen Vallonien, i den centrala delen av landet, 50 km sydväst om huvudstaden Bryssel. Nimy ligger 35 meter över havet och antalet invånare är 4 462.
Terrängen runt Nimy är huvudsakligen platt. Nimy ligger nere i en dal. Runt Nimy är det tätbefolkat, med 511 invånare per kvadratkilometer.. Närmaste större samhälle är Mons, 2,5 km söder om Nimy. 
Omgivningarna runt Nimy är en mosaik av jordbruksmark och naturlig växtlighet.